# Jean Ping
Pour les articles homonymes, voir Ping.
Jean Ping, né le 24 novembre 1942 à Omboué (Gabon), est un diplomate et homme politique gabonais.
Plusieurs fois ministre au Gabon à partir de 1990, il préside l'Assemblée générale des Nations unies de 2004 à 2005, et la Commission de l’Union africaine de 2008 à 2012. Il se présente à l'élection présidentielle gabonaise de 2016, qu'il perd de façon contestée face au président sortant, Ali Bongo.

## Biographie

### Enfance et études
Il est né à Omboué, petite ville sur la lagune Fernand Vaz, au sud de Port-Gentil. Son père, Wang Ping, appelé par les Gabonais Charles Ping, est un Chinois de Wenzhou (sud-est de la Chine), recruté comme travailleur dans les années 1920 et devenu exploitant forestier. Son père, marié à Germaine Anina, Gabonaise, originaire de Kongo,, a poussé son fils à faire des études en France en qualité de boursier de l'État gabonais.
Jean Ping est titulaire d’un doctorat d’État en sciences économiques de l'université Paris 1 Panthéon-Sorbonne, obtenu sous la direction de  René Passet en 1975. 
Ancien compagnon de Pascaline Bongo, fille du président Omar Bongo, avec qui il a deux enfants, il a eu également des enfants avec Marie-Madeleine Liane. Mais il a toujours été jusqu'à aujourd'hui marié à Jeanne-Thérèse, d'origine italo-ivoirienne. Il est le père de nombreux enfants dont Frank Ping.

### Carrière ministérielle
En 1972, Jean Ping est fonctionnaire international à l’UNESCO à Paris, puis, de 1978 à 1984, il y est délégué permanent du Gabon avant d'être engagé dans la politique de son pays.
En 1983-1984, il est membre de la commission Maitland pour le développement mondial des télécommunications (UIT).
De retour au Gabon en 1984, Jean Ping commence sa carrière politique en tant que directeur du cabinet du président de la république gabonaise Omar Bongo.
Le 26 février 1990, il est nommé ministre de l'Information, des Postes et des Télécommunications, du Tourisme et des Loisirs, de la Réforme du secteur parapublic, chargé des relations avec le Parlement et porte-parole du gouvernement.
Il n'occupe que brièvement ce poste avant de passer, le 29 avril 1990, à la tête du ministère des Mines, de l'Énergie et des Ressources hydrauliques jusqu'en juin 1991, puis à nouveau du 28 août 1992 au 24 mars 1994, pendant dix-neuf mois.
Le 25 mars 1994, il devient pour la première fois responsable du ministère des Affaires étrangères et de la Coopération, avant de devenir, le 30 octobre, ministre délégué auprès du ministre des Finances, de l’Économie, du Budget et de la Privatisation.
Il est pendant deux ans, du 27 janvier 1997 au 25 janvier 1999, ministre de la Planification, de l'Environnement et du Tourisme avant de prendre à nouveau en charge le ministère des Affaires étrangères et de la Coopération, augmenté cette fois du portefeuille de la Francophonie, et avec le titre de ministre d’État.

### Président de l'Assemblée générale des Nations unies
Jean Ping est élu, le 10 juin 2004, président de l'Assemblée générale des Nations unies. À ce titre, il a dirigé la 59e session de cet organe de l'ONU, du 14 septembre 2004 au 12 septembre 2005. Dans le cadre de ce mandat et de la préparation du Sommet mondial de 2005, le président Jean Ping a déployé une intense activité de négociations,, accompagnant l'examen du rapport « Dans une liberté plus grande », présenté par le secrétaire général Kofi Annan, en mars 2005.
La 59e session a notamment relancé l'élan des réformes des Nations unies. Ainsi une partie des propositions portées par le secrétaire général Kofi Annan, ont été adoptées, particulièrement en matière de réformes institutionnelles touchant aux droits de l'homme, au maintien de la paix et de la sécurité collective. La voie sera ouverte à la création, quelques mois plus tard, de la Commission de la consolidation de la paix, en décembre 2005 et du Conseil des droits de l'homme, en mars 2006.

### Présidence de la commission de l'Union africaine

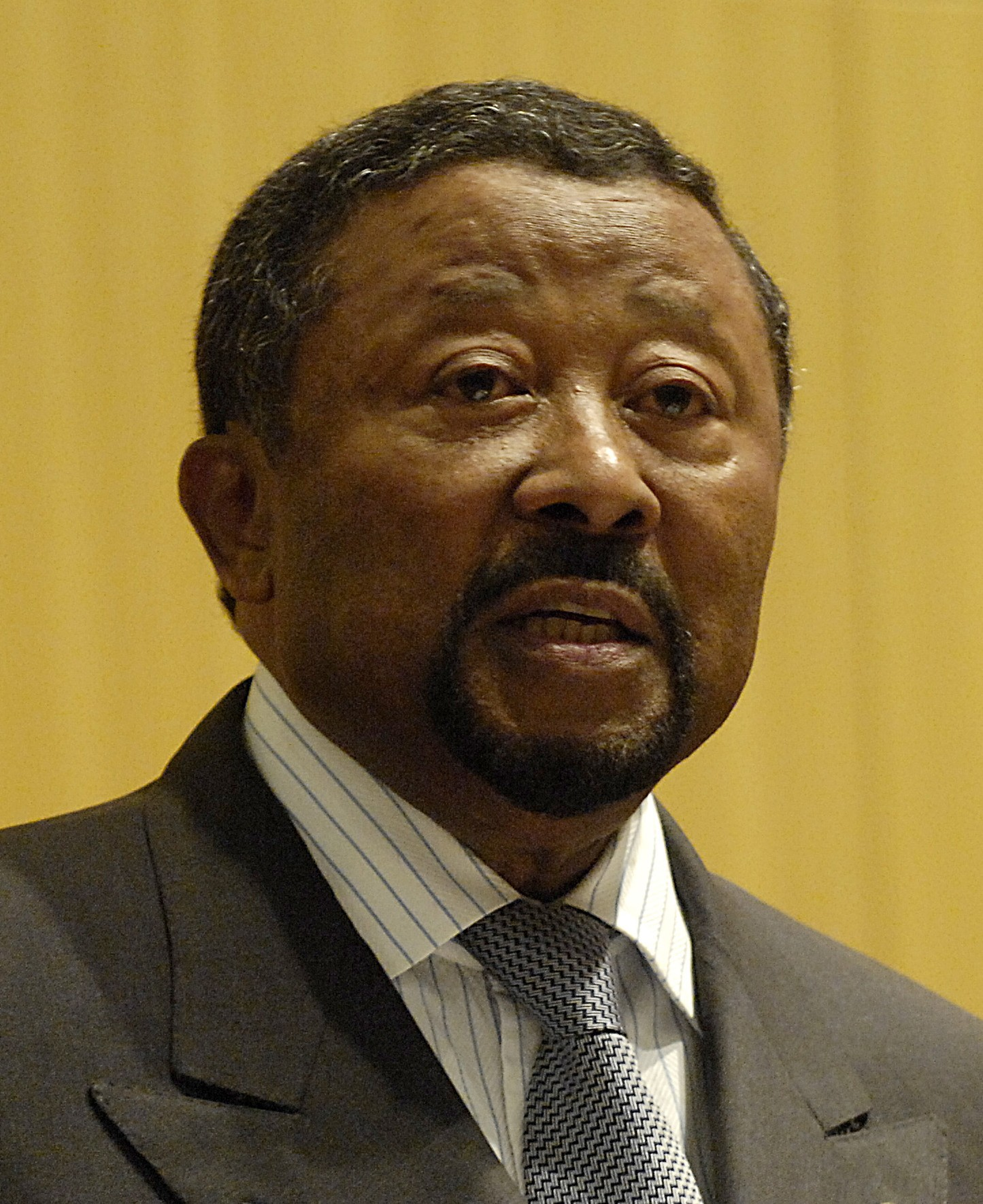
Jean Ping en 2008.

Il est élu au poste de président de la commission de l'Union africaine au premier tour de scrutin en 2008. Il quitte cette fonction en 2012.
Il a contribué à plusieurs médiations entreprises par le président Omar Bongo en vue de ramener la paix et la stabilité en Afrique centrale : RDC, république du Congo, Tchad, Centrafrique et Sao Tomé-et-Principe. Le 17 décembre 2010, il est chargé par l'Union africaine de tenter une médiation en vue de trouver une solution à la crise en Côte d'Ivoire. Ce pays était à l'époque secoué par une lutte pour le pouvoir depuis le second tour de l'élection présidentielle du 28 novembre 2010 dont les deux candidats, Laurent Gbagbo et Alassane Ouattara, se déclaraient vainqueurs.
Il critique l'intervention française en Libye en 2011, qui a selon lui détruit le pays et déstabilisé la région. Il qualifie cette politique de « néocoloniale », représentée par l'interventionnisme d'un Bernard-Henri Lévy et par les choix de Nicolas Sarkozy abandonnant les fondamentaux de la politique traditionnelle française pour « décider, tambour battant, de partir en guerre et de mener, par devant et par procuration, les hostilités, sous le manteau de la légitimité onusienne et sous le parapluie militaire de l’Amérique et de l’OTAN ». Il condamne une politique occidentale menée « sous la pression des émotions et des passions immédiates qui emportent leurs opinions ».

### Candidat à l'élection présidentielle de 2016
Le 1er février 2014, il annonce sa rupture avec le Parti démocratique gabonais (PDG) au pouvoir et en démissionne le 19 février 2014.
Dès lors, il entre en conflit ouvert avec le président de la République, Ali Bongo, et s'attelle à l'unification des forces de l'opposition dans une structure appelée Front uni de l'opposition pour l'alternance (FUOPA).
Le 25 août 2015, lors d'un meeting politique dans la ville d'Oyem, il déclare se porter officiellement candidat à la candidature unique de l'opposition en vue de se présenter à l'élection présidentielle du 27 août 2016.
En mai 2016, il est accusé par le gouvernement gabonais d'avoir prononcé un discours très controversé dans lequel il aurait qualifié les étrangers de « cafards » en appelant à leur « extermination ». Ces accusations sont dénoncées par ses partisans comme une tentative de l'empêcher de se présenter aux élections. Le même mois, un billet du Times Gabon, un journal pro-gouvernemental, l'accuse d'avoir introduit en 2007 une société incapable de respecter ses engagements, alors qu'il était chargé de négocier un contrat d'exploitation du gisement de fer de Belinga (Nord-Est du Gabon) avec l'entreprise chinoise China Machinery Engineering Corporation (Cmec).
À la veille de l'élection présidentielle de 2016, il est, avec le président sortant Ali Bongo, l'un des deux favoris, aux côtés de huit autres candidats. Il bénéficie du soutien de quatre autres candidats s'étant désistés à son profit : Casimir Oyé Mba, ancien Premier ministre, Guy Nzouba-Ndama, ancien président de l'Assemblée nationale, Léon Paul Ngoulakia, cousin du président Bongo, et Roland Désiré Aba'a Minko, candidat indépendant.
Selon les résultats officiels du 31 août de la CENAP, commission nationale électorale autonome et permanente du Gabon, fortement remise en cause pour son impartialité par l'opposition, Ali Bongo est déclaré vainqueur du scrutin avec 49,8 % des voix. Sa victoire est contestée alors que Jean Ping, avec 48,2 %, est déclaré vaincu de seulement 5 594 voix. Des fraudes sont évoquées,, notamment dans la province du Haut-Ogooué, fief d'Ali Bongo, qui voit la participation atteindre 99,93 % contre 59,5 % au niveau national ainsi qu'un nombre de voix de 98 %.
Dans la nuit du 31 au 1er septembre 2016, le quartier général de la campagne présidentielle de Jean Ping est attaqué par des forces militaires tuant plusieurs personnes. Jean Ping dénonce depuis lors « ce coup d'état militaro-électoral ».
Le 2 septembre, Jean Ping déclare lors d’une conférence de presse : « le monde entier sait qui est le président de la République : c’est moi, Jean Ping ». Il demande un recomptage des voix par bureau de vote. Dès le 30 août, l'ambassade américaine au Gabon avait demandé de publier les résultats par bureau de vote, ayant déclaré que « les électeurs ont été desservis par de nombreuses failles systématiques et des irrégularités ». Dès le 1er septembre, l'Union européenne a aussi déclaré : « La confiance dans les résultats du scrutin ne peut être restaurée que par une vérification transparente, bureau de vote par bureau de vote »
Le 24 septembre 2016, Ali Bongo est proclamé vainqueur par la Cour constitutionnelle avec 50,66 % des voix, suivi de Jean Ping avec 47,24 % des suffrages. Au lendemain du verdict, Jean Ping, qui avait saisi la haute cour sous la pression de la communauté internationale, s'est adressé au peuple gabonais : « Hier, la Cour a pris sa décision envers et contre tous, foulant au pied la souveraineté du peuple gabonais, ignorant ostensiblement les pressants appels à la transparence lancés par la communauté nationale et internationale. Mais cette décision ne rassemble pas les Gabonais et ne les apaise pas, car le peuple du Gabon ne s'y reconnaît pas. Pas plus que la communauté internationale qui n'y accorde aucun crédit ».

### Après l'élection présidentielle de 2016

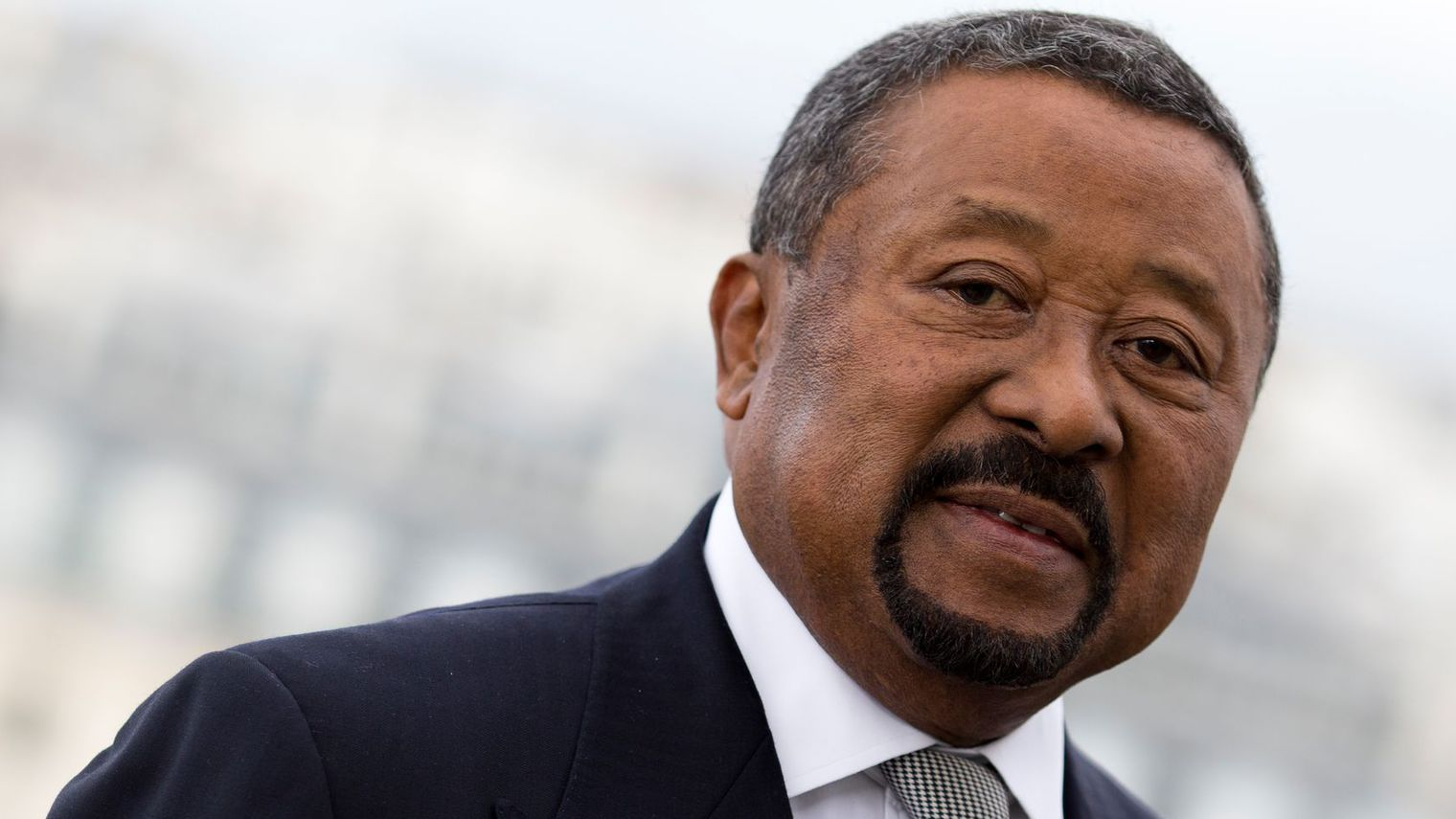
Jean Ping en 2017.

Jean Ping maintient le bras de fer avec Ali Bongo dans le cadre de la crise politique, qui, pour plusieurs mois, aggrave sévèrement la crise économique, enclenchée depuis 2015 par la chute des prix des matières premières (bien que le manganèse soit bien moins concerné)[source insuffisante].
Après de multiples reports, le 12 décembre, le rapport de la Mission d’observation électorale de l’Union européenne (MOE – UE), rédigé par les observateurs présents lors des élections à l'invitation du Gabon, indique clairement que « des anomalies mettent en question l’intégrité du processus de consolidation des résultats et du résultat final de l’élection ». Après avoir fini en novembre 2016 une première tournée mondiale auprès des institutions et organismes internationaux, Jean Ping déclare : « Cela démontre de manière incontestable que c’est moi, Jean Ping, qui suis le vainqueur de l’élection présidentielle. Nous attendons de la communauté internationale qu’elle tire toutes les conséquences de ce rapport. » Des rapports de l'Union africaine (UA) et de l'Organisation internationale de la francophonie (OIF) confirment le non-respect du vote des citoyens gabonais.
Le 15 décembre 2016, Jean Ping saisit la Cour pénale internationale (CPI) : il dénonce des crimes contre l'humanité avant et après la présidentielle de 2016. Il assure avoir la preuve qu'au moins 22 personnes ont été tuées par balles par les forces de l'ordre. Le 2 février 2017, le Parlement européen vote une résolution condamnant les violations des droits de l'homme au Gabon à la suite de l'élection présidentielle ; ceci est une satisfaction pour Jean Ping, qui déclare à cette occasion : « Nous avons toujours demandé des sanctions ciblées. Elles prendront peut-être le temps qu’elles prendront, mais elles arriveront nécessairement. »
Le 22 juin à Libreville, Jean Ping est entendu par les membres du bureau du procureur de la CPI dans le cadre de leur mission préliminaire destinée à s'informer sur les violences post-électorales au Gabon. Au côté de Jean Ping, un mouvement international de la diaspora gabonaise a vu le jour : des citoyens gabonais demandent que la souveraineté du peuple gabonais soit reconnue et que le supposé réel verdict des urnes soit respecté. Lors de sa tournée européenne de juillet 2017, ce mouvement de protestation lui a fait un accueil chaleureux,.
En février 2022, Jean Ping constate publiquement l'état de santé très détérioré du président Ali Bongo, atteint d'un accident vasculaire cérébral en 2018 et qui peine visiblement à s'en remettre. Ping demande que la vacance du pouvoir soit effectivement constatée.
Le 29 mai 2023, Jean Ping recouvre ses droits dont celui de disposer d’un passeport, dont il avait été privé pendant cinq ans. C'est une décision des autorités en réaction aux incessants appels de Ping à un soulèvement pacifique des populations contre la réélection en 2016 d’Ali Bongo.
Pour l'élection présidentielle de 2023, Jean Ping soutient la candidature d'Albert Ondo Ossa, candidat d'une coalition des plus importants partis de l'opposition, contre celle d'Ali Bongo. Ali Bongo est déclaré vainqueur mais le scrutin est rendu caduc après un coup d'État qui renverse les Bongo.
Pour l'élection présidentielle de 2025, Jean Ping soutient la candidature du chef de la junte, le général Brice Oligui Nguema, lequel est largement favori.

## Distinctions
Au Gabon
- Grand officier de l'Étoile équatoriale
- Commandeur du Mérite maritime
- Commandeur de l'ordre national du Mérite gabonais

En France
- Grand officier de la Légion d'honneur (2006)
- Membre de l'Association nationale des docteurs en sciences économiques (Andese-France).

## Publications
- Mondialisation, paix, démocratie et développement : l'expérience du Gabon (préf. Hubert Védrine), L'Harmattan, 2002  (ISBN 978-2747527071)
- Et l'Afrique brillera de mille feux, Éditions L'Harmattan, Paris, 2009
- Éclipse sur l'Afrique : fallait-il tuer Kadhafi ?, Michalon, 2014